# HD 164427
HD 164427 es una estrella con una magnitud aparente igual a 6.89 que se encuentra en la constelación del Telescopio, que posee una enana marrón (HD 164427 b) orbitándola, descubierta en 2001 en Australia.

## HD 164427 b
HD 164427 b es una enana marrón con una masa mínima de unas 46 veces la de Júpiter. Orbita a aproximadamente media unidad astronómica de su estrella HD 164427. La separación angular entre la enana marrón y la enana amarilla, vista desde la Tierra, es de 11,76 milisegundo de arco. Necesita 108,55 días para orbitar excéntricamente HD 164427. Tiene una semi-amplitud muy elevada de, como mínimo, 1.400 m/s.